# The Art of the Trio
The Art of the Trio från 1997 är ett musikalbum med Brad Mehldau Trio. Det spelades in i januari 1997 i Mad Hatter Studios i Los Angeles.

## Låtlista
Musiken är skriven av Brad Mehldau om inget annat anges.
1. Blame it on My Youth (Oscar Levant/Edward Heyman) – 6:17
2. I Didn't Know What Time it Was (Richard Rodgers/Lorenz Hart) – 6:32
3. Ron's Place – 6:31
4. Blackbird (John Lennon/Paul McCartney) – 5:0
5. Lament for Linus – 4:39
6. Mignon's Song – 6:36
7. I Fall in Love Too Easily (Jule Styne/Sammy Cahn) – 7:18
8. Lucid – 5:44
9. Nobody Else But Me (Jerome Kern/Oscar Hammerstein) – 7:36

## Medverkande
- Brad Mehldau – piano
- Larry Grenadier – bas
- Jorge Rossy – trummor